# Giuseppe Ceppetelli
Giuseppe Ceppetelli (Roma, 15 marzo 1846 – Roma, 12 marzo 1917) è stato un patriarca cattolico italiano.

## Biografia
Nato a Roma il 15 marzo 1846, studia presso il Collegio Romano e l'Archiginnasio, laureandosi successivamente in Filosofia e in Diritto, e, ad honorem, in Sacra Teologia.
Viene ordinato sacerdote il 16 aprile 1870, Sabato Santo.
È canonico e parroco della chiesa di Sant'Angelo in Pescheria nel popolare rione romano Sant'Angelo.
Leone XIII lo elegge, il 27 marzo 1882, vescovo di Ripatransone, ricevendo la consacrazione episcopale, il 2 aprile successivo, dal cardinale Raffaele Monaco La Valletta, vicario generale della diocesi di Roma.
Negli otto anni in cui rimane nelle Marche compie la visita pastorale, migliora il seminario, indice il sinodo diocesano.
Il 23 giugno 1890 riceve il titolo di vescovo titolare di Tiberiade, è richiamato a Roma e nominato ausiliare del cardinal vicario Lucido Maria Parocchi, poi anche assistente al Soglio Pontificio, consultore della Sacra Congregazione delle Indulgenze e delle Sacre Reliquie, esaminatore del clero presso il Vicariato di Roma.
Il 24 luglio 1899 succede a Francesco di Paola Cassetta, creato cardinale, quale vicegerente di Roma e promosso, sette giorni dopo, arcivescovo titolare di Mira.
Collabora strettamente con i cardinali vicari Domenico Maria Jacobini, Pietro Respighi e Basilio Pompilj.
Ancora Leone XIII, il 22 giugno 1903, in uno dei suoi ultimi atti prima della morte, lo promuove patriarca titolare di Costantinopoli e canonico della Patriarcale Basilica Vaticana, mentre séguita a essere vicegerente di Roma.
Successivamente diviene anche consultore della Suprema Sacra Congregazione del Sant'Uffizio.
A seguito della Costituzione Apostolica Etsi Nos del 1º gennaio 1912, con la quale Pio X riforma la struttura del Vicariato di Roma, viene nominato, il 21 dello stesso mese, commissario dell'ufficio primo, quello incaricato per il culto divino e la visita apostolica.
Quale vicegerente di Roma conferisce, nel corso degli anni, l'ordinazione sacerdotale a numerosi seminaristi, sia italiani che stranieri, alcuni dei quali avranno poi una notevole importanza nella Chiesa Cattolica del '900.
Tra di essi i futuri cardinali di Curia, gli italiani Massimo Massimi, Enrico Dante e Carlo Grano, ordinati rispettivamente il 14 aprile 1900, il 3 luglio 1910 e il 14 giugno 1912, oltre allo statunitense Francis Spellman, poi cardinale arcivescovo di New York, il 14 maggio 1916.
Nell'Arcibasilica Lateranense, il 15 marzo 1902, ordina il maltese Joseph De Piro, fondatore della Società Missionaria di San Paolo (MSSP), ora Servo di Dio.
Il 10 agosto 1904, nella Chiesa di Santa Maria in Montesanto, in Piazza del Popolo, conferisce l'ordinazione sacerdotale al ventiduenne seminarista bergamasco Angelo Giuseppe Roncalli, il santo Giovanni XXIII.
Muore a Roma, quasi alla vigilia del suo settantunesimo compleanno, il 12 marzo 1917 e viene sepolto nella Cappella del Capitolo Vaticano nel Cimitero del Verano.

## Genealogia episcopale
La genealogia episcopale è:
- Cardinale Scipione Rebiba
- Cardinale Giulio Antonio Santori
- Cardinale Girolamo Bernerio, O.P.
- Arcivescovo Galeazzo Sanvitale
- Cardinale Ludovico Ludovisi
- Cardinale Luigi Caetani
- Cardinale Ulderico Carpegna
- Cardinale Paluzzo Paluzzi Altieri degli Albertoni
- Papa Benedetto XIII
- Papa Benedetto XIV
- Cardinale Enrico Enriquez
- Arcivescovo Manuel Quintano Bonifaz
- Cardinale Buenaventura Córdoba Espinosa de la Cerda
- Cardinale Giuseppe Maria Doria Pamphilj
- Papa Pio VIII
- Papa Pio IX
- Cardinale Raffaele Monaco La Valletta
- Patriarca Giuseppe Ceppetelli